# Vågan
Gmina Vågan (norw. Vågan kommune) – norweska gmina leżąca w regionie Nordland. Jej siedzibą jest miasto Svolvær.
Vågan jest 210. norweską gminą pod względem powierzchni.

## Demografia
Według danych z roku 2005 gminę zamieszkuje 9034 osób. Gęstość zaludnienia wynosi 18,94 os./km². Pod względem zaludnienia Vågan zajmuje 117. miejsce wśród norweskich gmin.
| ludność stan na 1 stycznia 2005 |         |           |       |
|                                 | kobiety | mężczyźni | razem |
| osób                            | 4498    | 4536      | 9034  |
| %                               | 49,79%  | 50,21%    | 100%  |

| wykształcenie stan na 1 października 2004 |        |         |        |        |
|                                           | podst. | średnie | wyższe | niezn. |
| osób                                      | 1846   | 4052    | 1160   | 191    |
| %                                         | 25,47% | 55,9%   | 16%    | 2,63%  |

## Edukacja
Według danych z 1 października 2004:
- liczba szkół podstawowych (norw. grunnskolar): 11
- liczba uczniów szkół podst.: 1211

## Władze gminy
Według danych na rok 2011 administratorem gminy (norw. rådmann) jest Rolf G. Nicolaisen, natomiast burmistrzem (norw. ordfører, d. borgermester) jest Hugo Bjørnstad.

## Galeria

Vågan
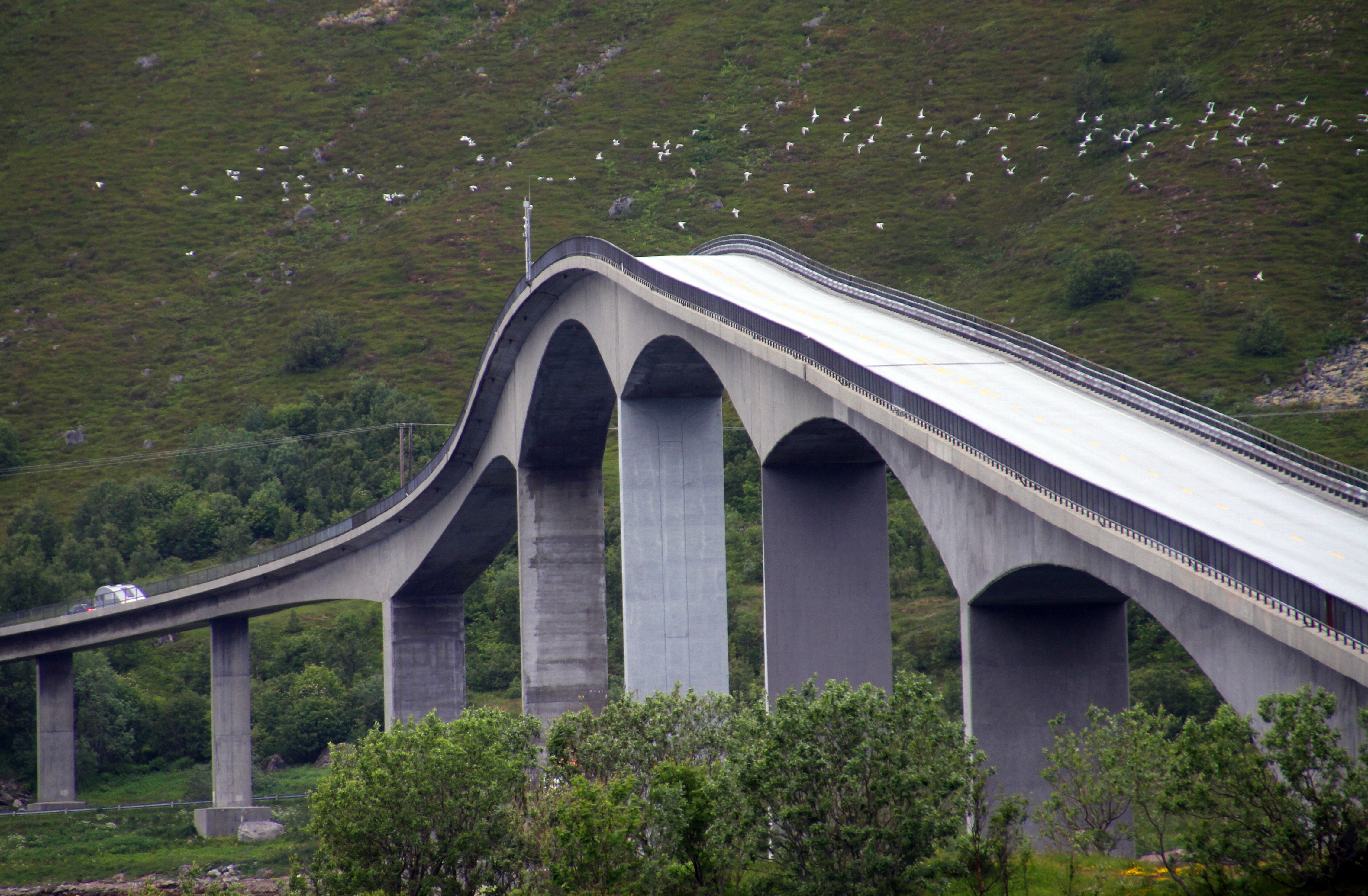
Gimsøystraumen
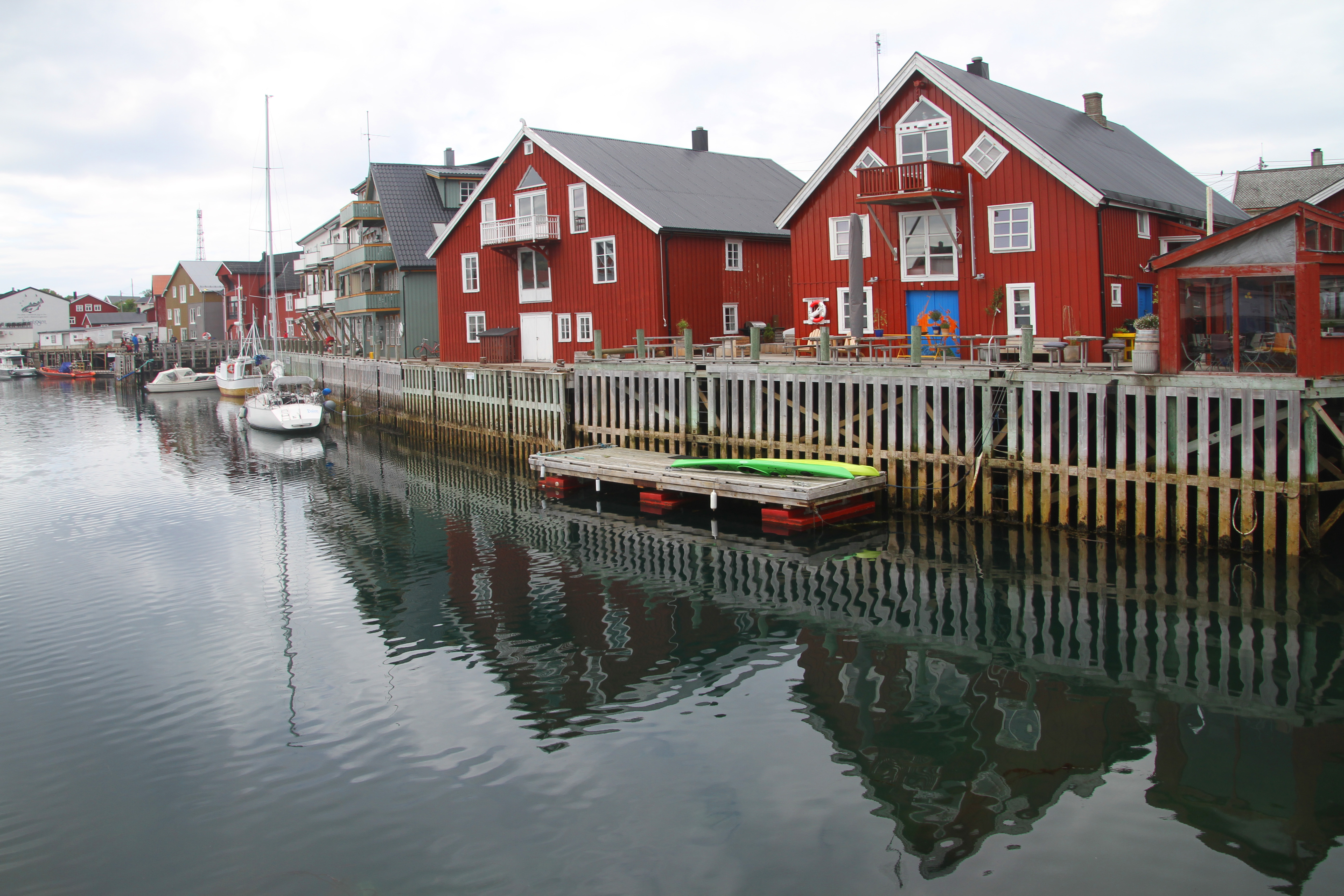
Henningsvær
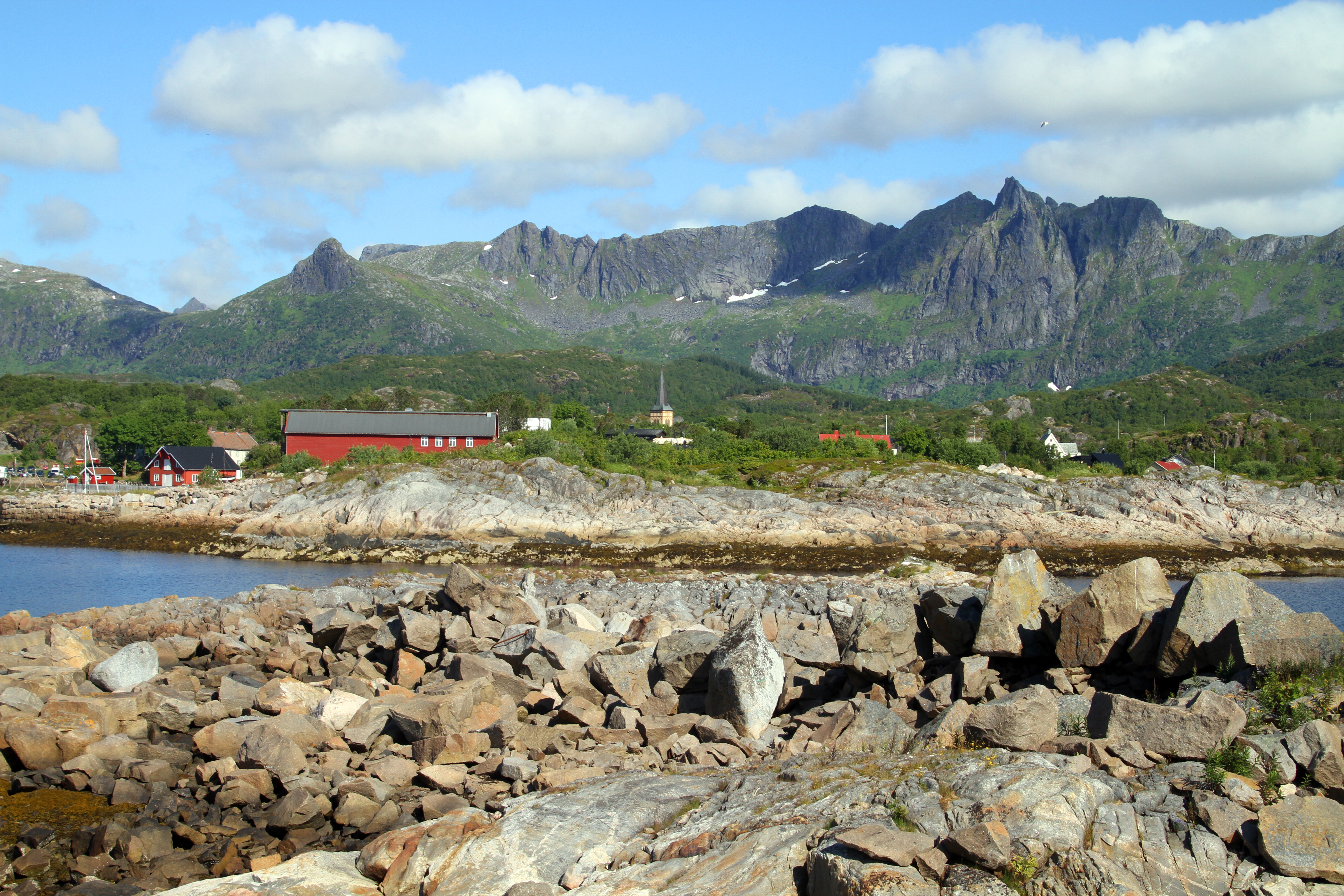
Kabelvåg
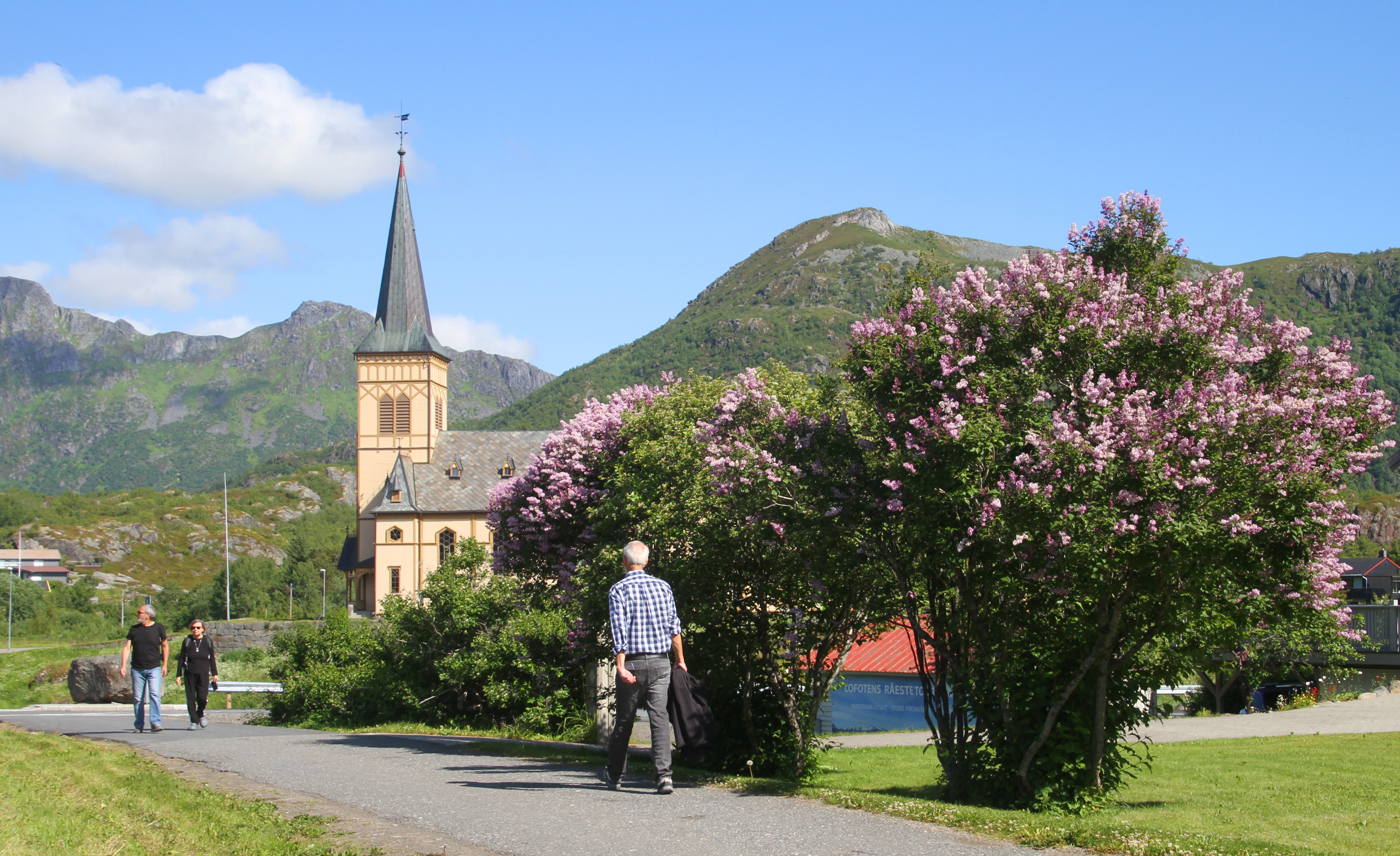
Kabelvåg kirke
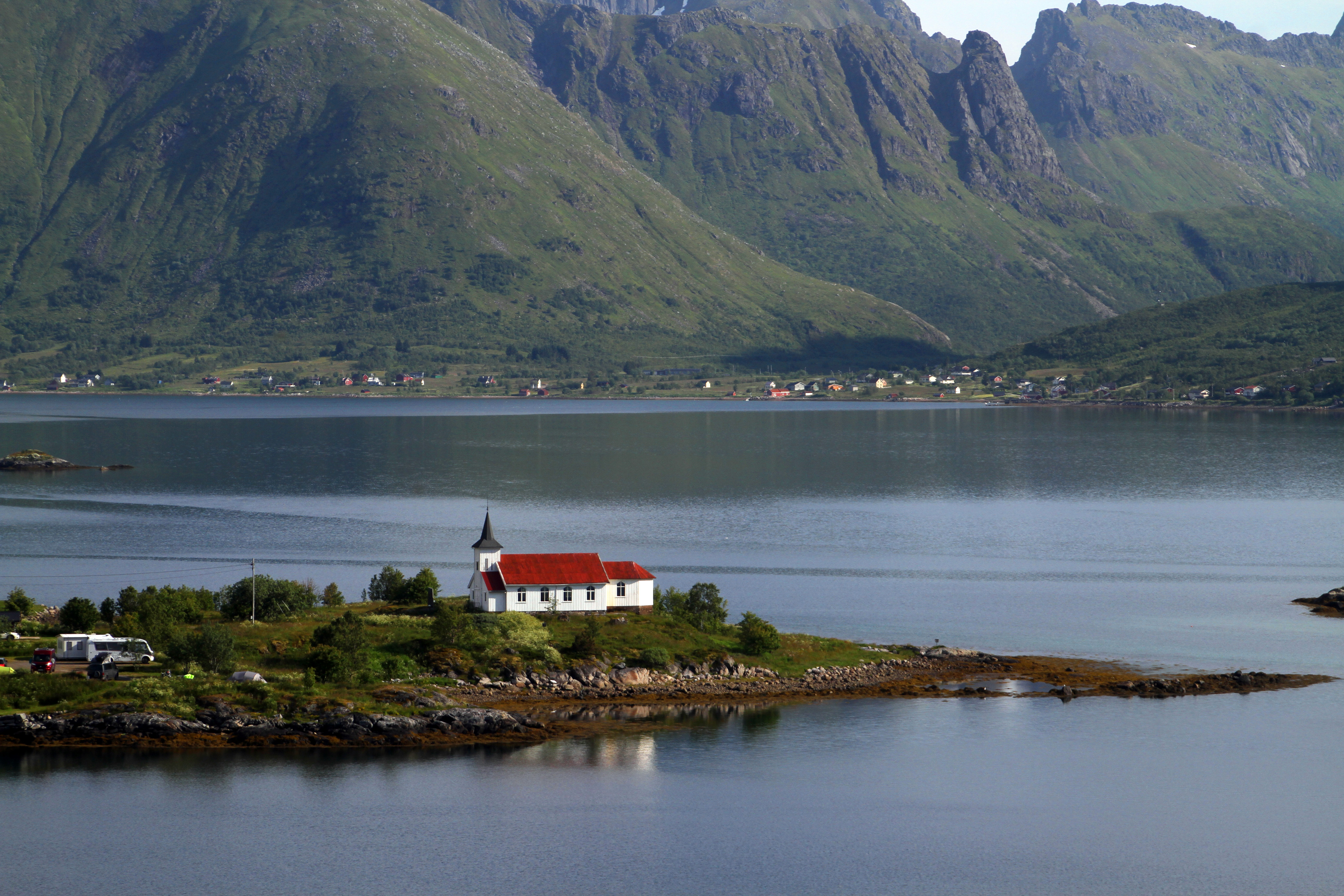
Sildpollnes
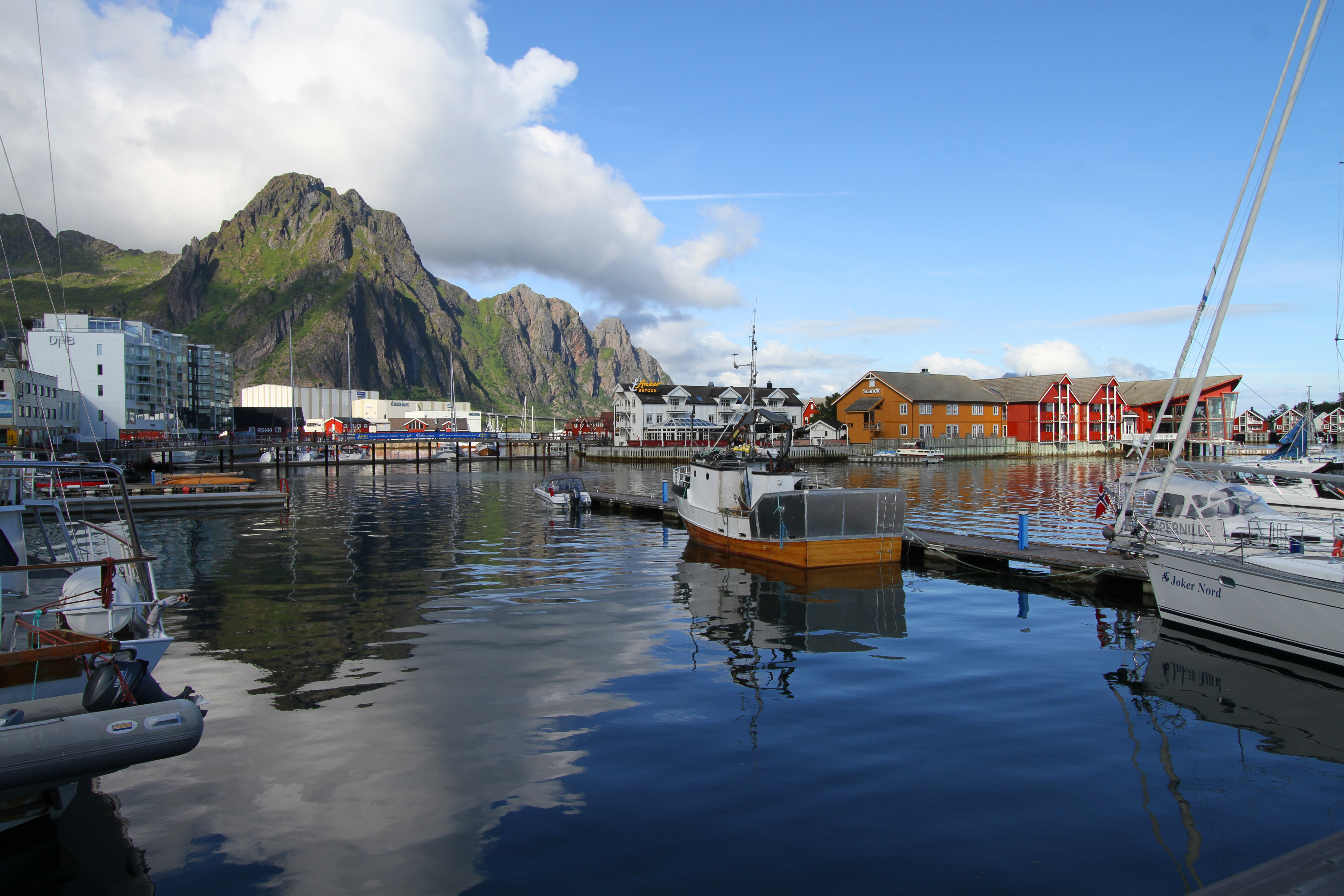
Svolvær
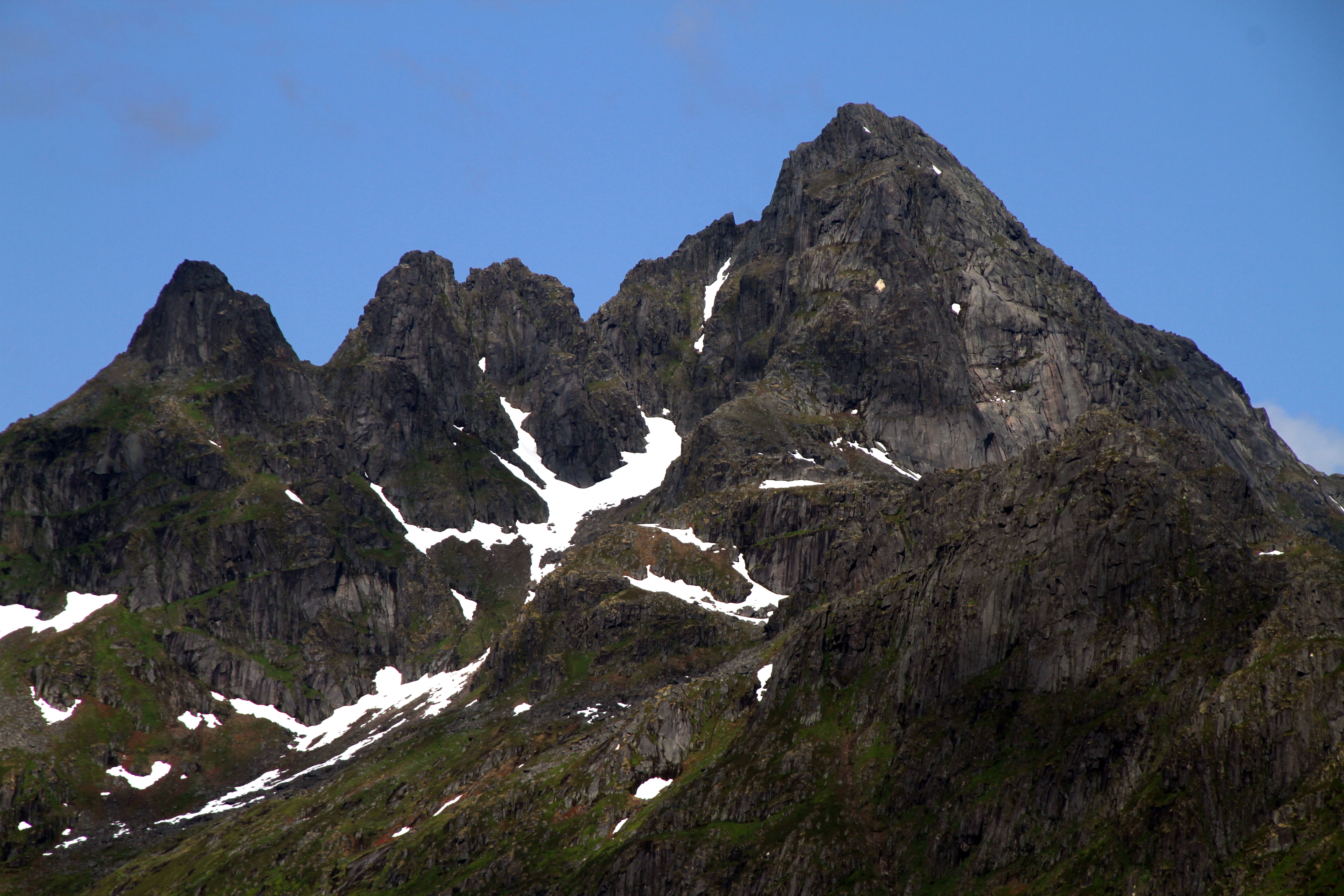
Raftsund
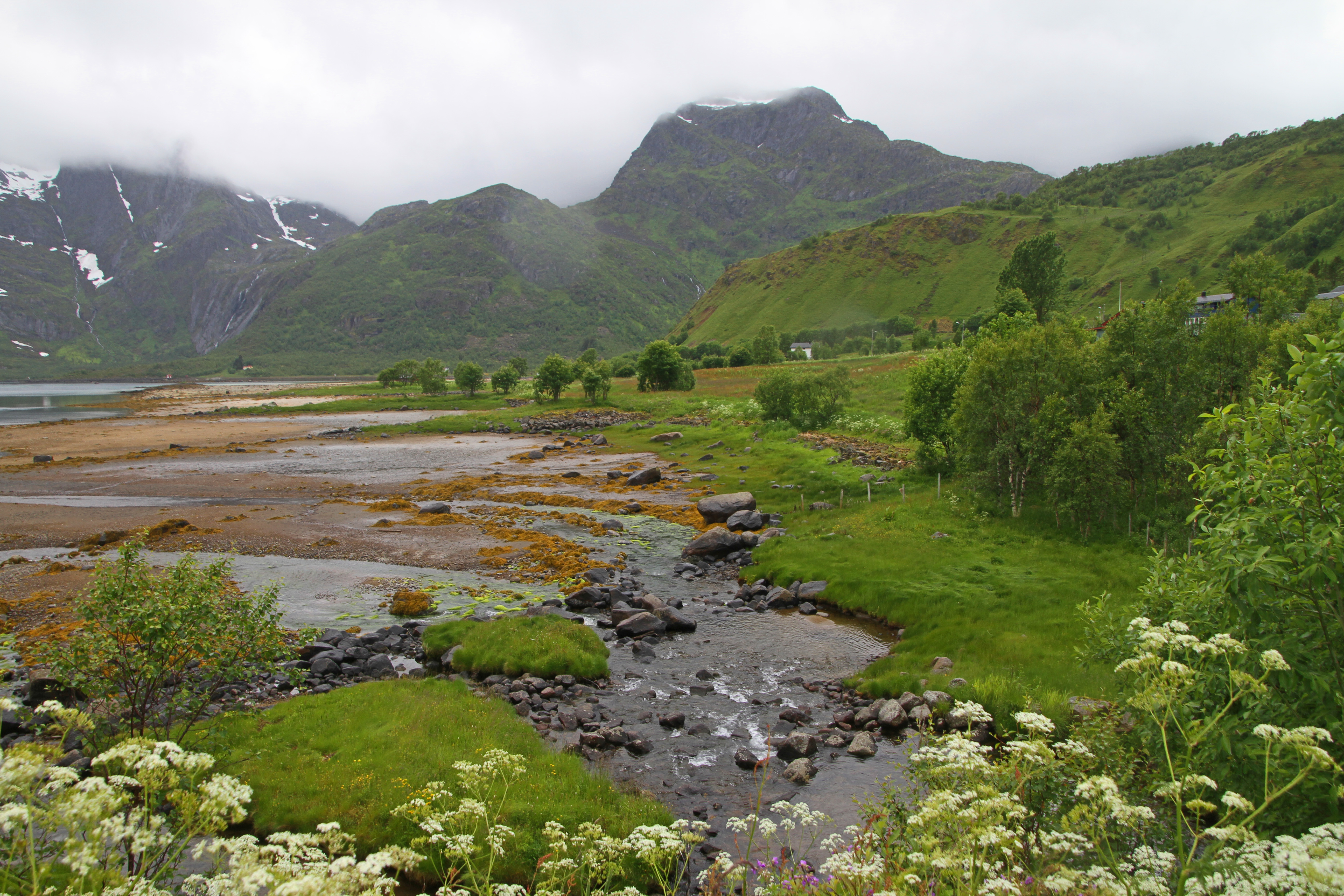
Digermulen